# Божановићи
Божановићи су насељено мјесто у општини Калиновик, Република Српска, БиХ. Према попису становништва из 2013. године, у насељу је живјело 50 становника. По попису из 1991. у насељу је живјело 66 становника.

## Географија
Мјесто се налази на надморској висини од 1.105 метара. Село се налази у близини планине Трескавице.

## Становништво
Према попису становништва из 1991. године, мјесто је имало 66 становника. Сви становници овог мјеста су Срби.
| Националност | 2013. | 1991. | 1981. | 1971. |
| Срби         | 50    | 66    | 91    | 104   |
| Црногорци    |       |       | 1     |       |
| Укупно       | 50    | 66    | 92    | 104   |

| Демографија | Демографија | Демографија |
| Година      | Становника  | Становника  |
| ----------- | ----------- | ----------- |
| 1961.       | 112         |             |
| 1971.       | 104         |             |
| 1981.       | 92          |             |
| 1991.       | 66          |             |
| 2013.       | 50          |             |

## Знамените личности
- Ратко Младић, генерал, командант Војске Републике Српске